# رينيه أرنو
رينيه أرنو (بالفرنسية: René Arnoux)‏ مواليد 4 يوليو 1948، هو سائق فورملا 1 فرنسي سابق بدأ مسيرته الاحترافية سنة 1978. كان أول سباق له هو جائزة جنوب أفريقيا الكبرى 1978، حقق أول فوز له في جائزة البرازيل الكبرى 1980. خاض خلال مسيرته 165 سباقاً فاز في 7 منها.

## سباقات شارك فيها
- لو مان 24 ساعة

## بطولات حققها
- جائزة البرازيل الكبرى 1980
- جائزة هولندا الكبرى 1983

## روابط خارجية
- رينيه أرنو على موقع Racing-Reference.info (الإنجليزية)
- رينيه أرنو على موقع DriverDB.com (الإنجليزية)